# Leptodactylus macrosternum
Leptodactylus macrosternum es una especie de anfibio anuro de la familia Leptodactylidae.

## Distribución geográfica
Esta especie habita desde el nivel del mar hasta 1400 m s. n. m. de altitud:
- en Brasil;
- en Guyana;
- en Surinam;
- en Guayana Francesa;
- en Venezuela;
- en Trinidad
- en Colombia;
- en Bolivia
- en Uruguay
- en Argentina;
- en Paraguay.[6]

## Publicación original
- Miranda-Ribeiro, 1926: Notas para servirem ao estudo dos Gymnobatrachios (Anura) brasileiros. Arquivos do Museu Nacional Rio de Janeiro, vol. 27, p. 1-227.[7]